# Pierre Zoelly
Pierre Zoelly (* 11. Februar 1923 in Zürich; † 30. Dezember 2003 in Uerikon, Gemeinde Stäfa) war ein Schweizer und US-amerikanischer Architekt, tätig in Zürich und Ohio.

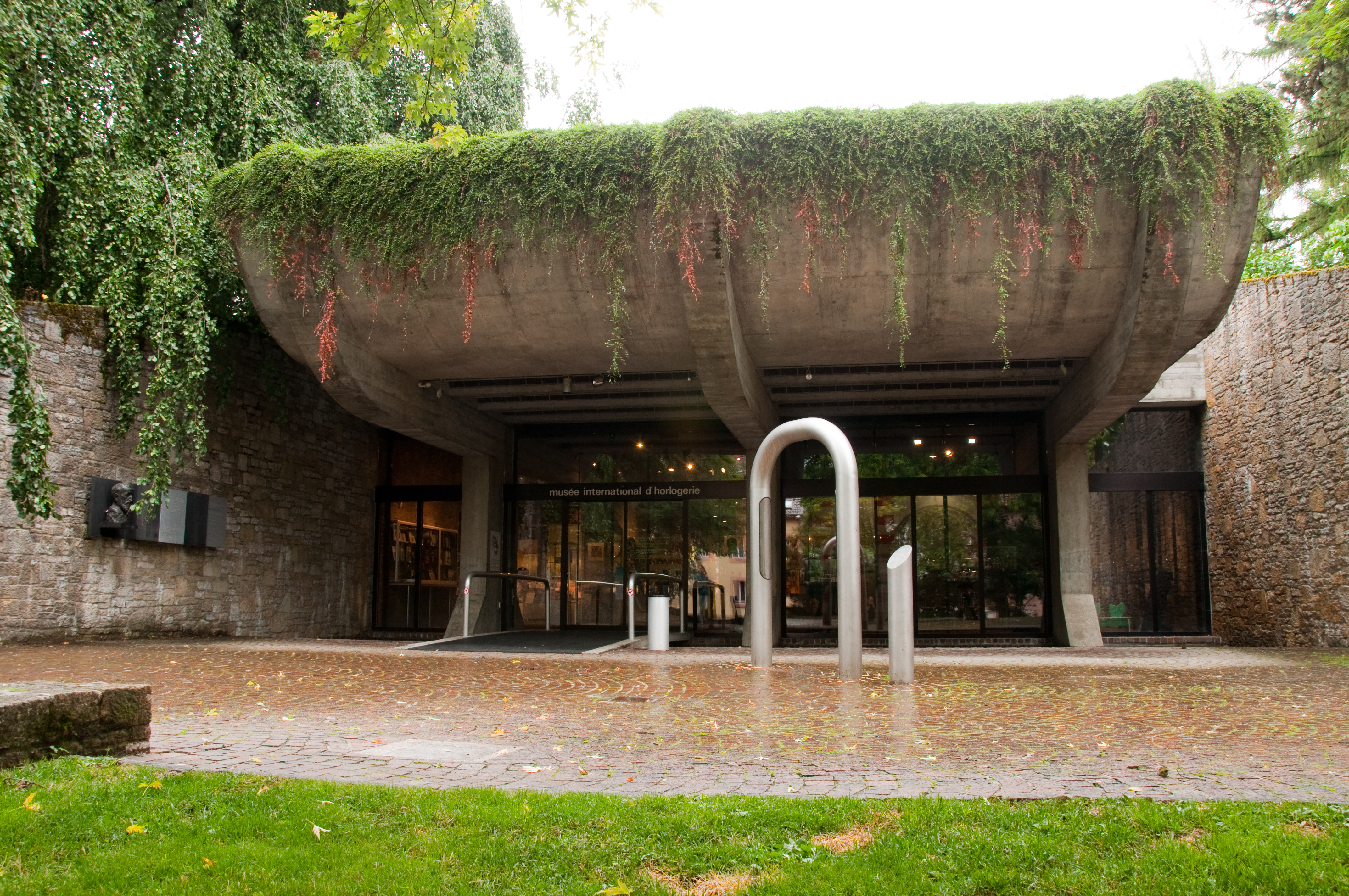
Internationales Uhrenmuseum, La Chaux-de-Fonds

## Biografie
Pierre Zoelly studierte Architektur an der ETH Zürich und schloss 1946 mit dem Diplom in Architektur ab. Nach ersten Bauten in der Schweiz erwarb er 1951 den Master of Architecture am Carnegie Institute of Technology in Pittsburgh (Pennsylvania) und führte in Columbus (Ohio) ein Architekturbüro. 1952–1960 unterrichtete er als Associate Professor an der Ohio State University. 1968 bis 78 und ab 1980 war er Inhaber der Andrew-Mellon-Professur an der Carnegie Mellon University. Nach seiner Rückkehr in die Schweiz eröffnete er 1961 ein Architekturbüro in Zürich und 1996 eines in Uerikon. Als Gastprofessor unterrichtete er an Technischen Hochschulen und Universitäten in der Schweiz und in den USA, als Gastdozent an diversen Universitäten in USA, Kanada, Polen und Deutschland. Er war Mitglied in den Verbänden American Institute of Architects (AIA, emeritus), Schweizerischer Ingenieur- und Architektenverein (SIA) und Bund Schweizer Architektinnen und Architekten (BSA).
Pierre Zoelly schuf neben zahlreichen Wohnbauten auch Industriegebäude sowie Museen und befasste sich auch mit der Raumbildung unter der Erde. Zu den Archetypen von Zoelly gehörten Berg, Baum und Dach. Zoelly pflegte den Einbezug der Landschaft, die Inszenierung plastischer Formen und den Einsatz naturnaher Materialien. Damit stellte er sich auf die Seite derer, die in der Nachkriegszeit die Moderne nicht mehr nur als rationale, leistungsorientierte Aufgabe verstanden. Neben Zoellys Interesse für Anliegen der modernen Architektur seiner Zeit wie innovative Konstruktionen, Vorfabrikation, Rastergrundrisse traten Fragen nach der Erdverbundenheit, Geborgenheit und Schutzbedürftigkeit des Menschen. Hinzu kamen individuelle Vorlieben und spezifische Lösungen, die Zoellys Lebenswerk eine eigene Position in der Schweizer Nachkriegsmoderne verleihen.

## Bauten (Auswahl)

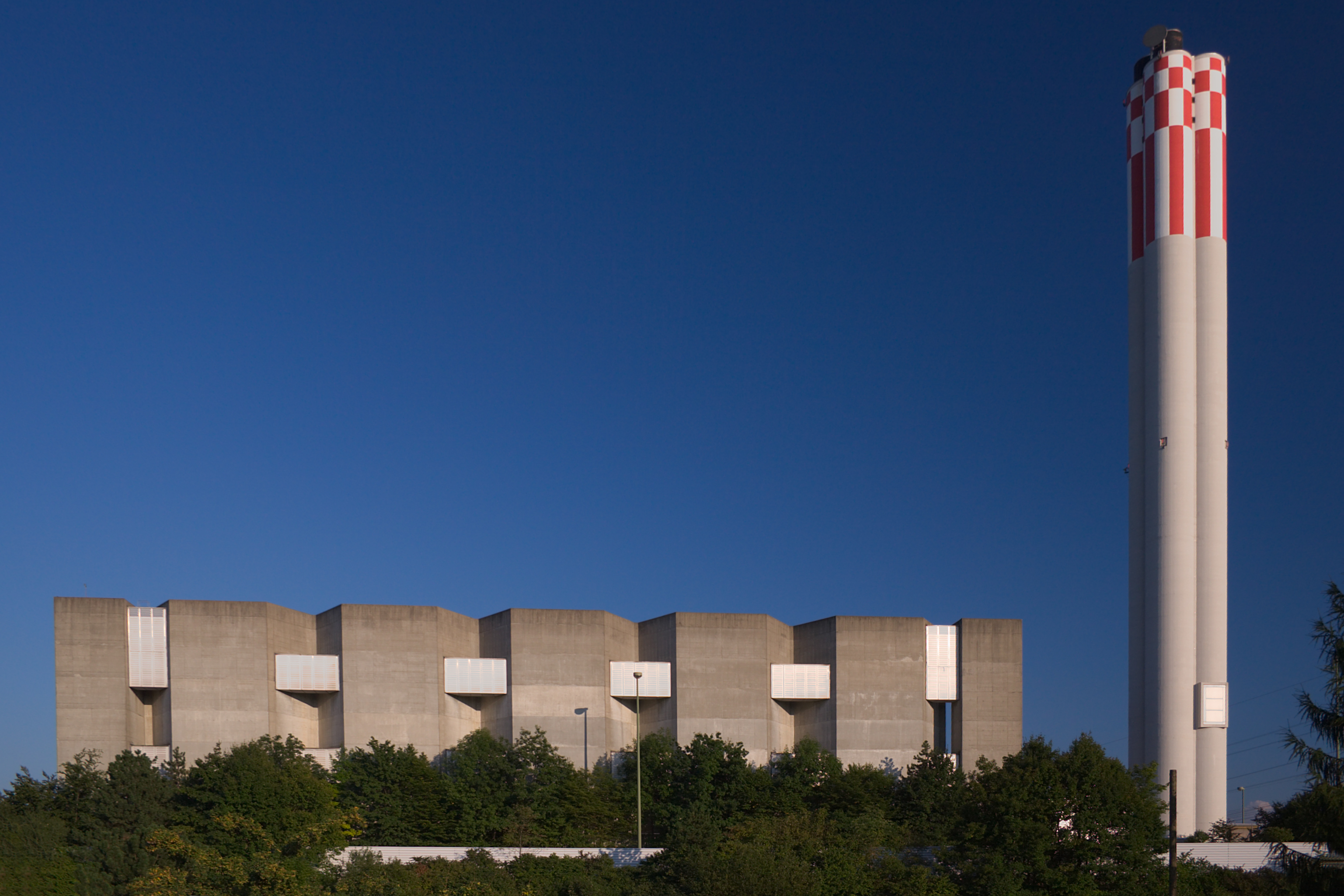
Heizkraftwerk Aubrugg, Zürich

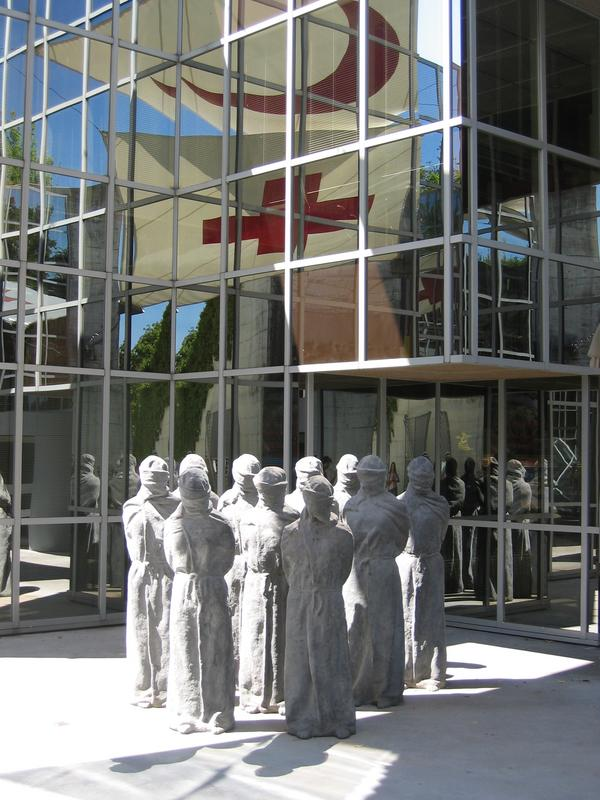
Internationales Museum des Roten Kreuzes und des Roten Halbmonds, Genf

- 1946–48 und 52/56: erste Bauten in der Schweiz, vornehmlich im Tessin
- 1951–61: 19 Häuser in USA und Kanada
  - 1956: Wohnhaus Decker, Columbus, USA. Von Gabriel Guevrekian fotografiert.
  - 1956: Newmark House («Haus am Steilhang»), Worthington, USA
  - 1956: «Hexagon», Sommerpavillon Prof. Furniss, Westerville, Columbus[4]
- 1961–2003: ca. 80 Bauten hauptsächlich in der Schweiz und zahlreiche Wettbewerbe
  - 1963: Berghaus Wyss, Fex GR
  - 1964: Expo-Bahnhof, Lausanne VD[5]
  - 1964: Wohnhaus und Atelier Peter Hächler, Lenzburg[6][7]
  - 1967: Wohnhaus Wegmann, Adliswil[8]
  - 1967: Villa Barth, Rothrist AG
  - 1969/71/73: 3 modulare «Domino»-Einfamilienhäuser (patentiertes, vorfabriziertes Bausystem) in Grüningen ZH, Genthod GE und Lenzburg[9]
  - 1971: Ferienhaus, Jeizinen (Gemeinde Gampel-Bratsch, Kanton Wallis)[10]
  - 1971: Hotel Ayer VS
  - 1971–1972: Überdachung Aufgang Fussgängerunterführung und Bushaltestelle, Bahnhof Tiefenbrunnen, Zürich[11]
  - 1973 Kehrichtverbrennungsanlage, Niederurnen GL
  - 1974: Internationales Uhrenmuseum, La Chaux-de-Fonds mit Georges-Jacques Haefeli[12]
  - 1977: Heizkraftwerk Aubrugg, Zürich, mit Ingenieur Basler & Hofmann
  - 1978: Ferienhaus Vogelbacher, Stampa[13]
  - 1979: Wohnhausgruppe Les Vergottes, Choëx (Gemeinde Monthey, Kanton Wallis)[14]
  - 1980: Musée des Abattoirs, Fribourg FR, mit Michel Waeber
  - 1981: Wohnzeile Schanzengasse, Zürich[15]
  - 1986: Wohnhaus, Unterlunkhofen[16]
  - 1987: Wohnschlitz Rütigass, Zürich
  - 1988: Internationales Museum des Roten Kreuzes und des Roten Halbmonds, Genf mit Georges-Jacques Haefeli und Michel Girardet
  - 1989: Umbau Mühle Tiefenbrunnen, Zürich
  - 1989: Praxisgebäude Iride II, Zollikon ZH
  - 1990: Wohnhäuser Lindenhof, Zollikerberg ZH
- Spätere Bauten in USA
  - 1997: Center for Building Performance and Diagnostics, Carnegie Mellon University, Pittsburgh, USA

## Auszeichnungen und Preise
- 1947: Reisestipendium in Spanien, ETH Zürich
- 1950: Study scholarship in USA, US government
- 1959: Research grant Studies in Concentric Architecture, Ohio State University
- 1977: Architekturpreis Beton, für Uhrenmuseum, La Chaux-de-Fonds
- 1978: Prix Cembureau, für Uhrenmuseum La-Chaux-de-Fonds
- 1984: Distinction édifices comformes aux besoins des handicapés, für Erweiterung Musée des Abbatoirs, Fribourg
- 1985: Auszeichnung für gutes Bauen, für Einfamilienhaus Haag, Luzern
- 1999: Honor Award for Architecture of the American Institute of Architecture (AIA), für Robert Preger Intelligent Workplace, CMU, Pittsburgh, USA
- 2019: im Rahmen der Kampagne «52 beste Bauten – Baukultur Graubünden 1950–2000» erkor der Bündner Heimatschutz das von Pierre Zolly 1978 entworfene Haus Vogelbacher in Stampa als eines der besten Bündner Bauwerke[13]

## Wettbewerbe
Erste Preise
- 1963: Theater Nêuchatel
- 1967: Football Hall of Fame, New Brunswick, USA
- 1969: Uhrenmuseum La-Chaux-de-Fonds, NE
- 1972: Friedhoferweiterung Stäfa, ZH
- 1973: Wohnüberbauung Celerina, GR
- 1979: Internationales Museum des Roten Kreuzes und des Roten Halbmondes, Genf
- 1987: Erweiterung Museum Rietberg, Zürich

## Patente
- 1971: für modulares Bauen («Domino») in der Schweiz und Deutschland

## Publikationen
- Pierre Zoelly, An Essay towards Architecture, Carnegie Press. 1951
- Pierre Zoelly, Bauten in Columbus/Ohio. In: Schweizerische Bauzeitung. 1962. doi:10.5169/seals-66196
- Pierre Zoelly, Musée International d’Horlogerie, La Chaux-de-Fonds. In: Bulletin technique de la Suisse romande. 1975. doi:10.5169/seals-72576
- Pierre Zoelly, Werkstattbericht 2. ETH, Zürich 1978
- Pierre Zoelly, Planung und Entwurf durch den Architekten. In: Schweizer Ingenieur und Architekt. 1979. doi:10.5169/seals-85490
- Pierre Zoelly, Terratektur: Einstieg in die unterirdische Architektur. Birkhäuser Verlag, Basel 1989, ISBN 978-3-7643-2333-2.
- Pierre Zoelly, A Journey to Turkey. Birkhäuser Verlag, Basel, 1991
- Pierre Zoelly, Créer un Musée - Ein Museum entsteht, Birkhäuser Verlag, Basel, 1991
- Pierre Zoelly, The Red Cross Museum. Birkhäuser Verlag, Basel, 1991
- Pierre Zoelly, Atlantic Revisited, Birkhäuser Verlag, Basel, 1992
- Pierre Zoelly, Footholds in the Alps. Birkhäuser Verlag, Basel, 1992
- Pierre Zoelly, My old Chairs. Birkhäuser Verlag, Basel, 1992
- Pierre Zoelly, Pictures of Paradise. Birkhäuser Verlag, Basel, 1994
- Pierre Zoelly, Anybody Home? Architectural Notes. Birkhäuser Verlag, 1995, ISBN 978-0-8176-5164-0.
- Pierre Zoelly, Achtung Baustelle. Mit Miklos Kiss. Birkhäuser Verlag, Basel, 1995
- Pierre Zoelly, Elemente einer Architektursprache/Elements of an architect's language/Eléments d'un langage architectural. Mit Mario Botta (Einführung). Birkhäuser Verlag, Basel 1998, ISBN 978-3-7643-5773-3. Mit ausführlicher Publikationsliste von und über Pierre Zoelly im Anhang.
- Pierre Zoelly, Konzentrika. Ein musée imaginaire. Mit Sarah Zoelly. Private Edition, Zürich 2011